# Гора Матюшенко
Гора Матюшенко (Рудольфова гора, гора Рудольфа, Рудгора) — местность и небольшая возвышенность в центральной части Севастополя. Располагается в Ленинском районе. Её территория ограничена улицей Гоголя, Загородной балкой и сквером на месте 5-го бастиона.

## История
Во времена Херсонеса на территории местности располагался некрополь. Первоначально возвышенность была названа в честь Рудольфа Готлиба, который владел в этом месте в середине XIX века хутором. По состоянию на 1904 год хутором владели потомки Готлиба, но впоследствии начали продавать имение отдельными участками. Впоследствии выросшая на этом месте слободка именовалась Рудольфовой.
Во время Крымской войны 27-29 сентября 1854 года французские войска расположили на Рудольфовой горе были траншеи с батареями. На северо-западе Рудольфовой горы расположено Еврейское кладбищ, впервые встречающееся на генеральном плане Севастополя 1887 года.
Современное название местности связано с переименованием Севастопольским городским советом Рудольфовой улицы 10 июля 1937 года в честь Афанасия Николаевича Матюшенко, одного из руководителей восстания на броненосце «Князь Потёмкин-Таврический» в 1905 году.
В 1937 году на территории гора Матюшенко была открыта новая школа (сейчас — школа № 14 имени Ивана Пьянзина).
В ходе Великой Отечественной войны, когда город был оккупирован немецкими войсками, на горе Матюшенко, в июле 1942 года был организован концентрационный лагерь. Располагался он у современных «Соловьёвских» складов, троллейбусного депо и штаба Крымской военно-морской базы. В лагере под открытым небом содержалось до 30 тысяч человек, где погибало в сутки от 30 до 50 человек. Проводились расстрелы евреев и политработников.
Впервые останки погибших в концлагере были найдены в 1972 года между улицами Руднева и Соловьёва, однако в итоге они не были перезахоронены, а были собраны в ящики и закопаны у забора. В 2015 году были перезахоронены останки 14 человек. В 2017 году сотрудники музейного комплекса «35-я береговая батарея» предложили установить на местности памятник.
Гора Матюшенко состоит из малоэтажной застройки, зачастую с черепичной крышей и деревянными окнами. Гора Матюшенко — один из самых густонаселённых территорий Севастополя, плотность населения тут составляет 1707 человек на квадратный километр (по состоянию на 2001 год).